# World Without End
World Without End (укр. Світ без кінця) — настільна гра від авторів Міхаеля Рінека та Штефана Штадлера, видана 2009 року видавництвом Kosmos. Вона заснована на тематичній основі однойменного роману Кена Фоллетта. У гру грають від двох до чотирьох учасників, а партія триває приблизно 90–120 хвилин. Рекомендований вік гравців — від 12 років.

## Історичне тло
Події World Without End відбуваються у проміжку 1337—1361 років в Англії. За 200 років до цього пріор у вигаданому місті Кінгсбрідж звів новий собор, що було сюжетною основою The Pillars of the Earth. Гравці виступають у ролі фермерів, торговців вовною та будівничих, намагаючись здобути добробут і повагу. Вони повинні забезпечувати себе продовольством та доходом; набожність і лояльність допомагають просуватись уперед. У часи чуми продовольство й прибуток обмежені, а король збирає податки на ведення війн.

## Ігровий процес
Гра поділена на чотири розділи (глави), в кожному з яких проходить шість раундів. Кожна глава охоплює кілька років, протягом яких гравці можуть брати участь у будівельних проєктах, щоб отримати переможні очки. Після кожної глави гравці мають сплатити певні внески. Починаючи з другої глави, вибухає епідемія чуми, а медична допомога хворим жителям дає додаткові переможні очки.
На початку кожного раунду відкривається карта події, і її ефект виконується негайно. Події можуть бути одноразовими або тривалими. Потім карту орієнтують певним чином, щоб визначити дохід для гравців. Після цього доходи розподіляються. Запаси кожного гравця зберігаються за ширмами, недоступними для погляду інших.
Від орієнтації карти також залежить просування спеціального каменя «Гунст» на шкалі — активний гравець отримує перевагу, вказану на відповідному полі.
У наступній фазі кожен гравець по черзі викладає одну зі своїх карт дій. Це дає додатковий дохід, можливість розміщувати будматеріали на будівельних ділянках або продавати вовну та тканину. Наприкінці раунду тривалі події відкладають у бік, де вони діятимуть до кінця поточної глави. Потім починається наступний раунд.
Після кожних шести раундів глава завершується. На всі початі будівництва додається ще один будматеріал, усі карти подій та накривні плитки знімаються з ігрового поля. Гравці мають здати по дві одиниці побожності та зерна, інакше втрачають переможні очки. Кидком кубика визначається розмір податку від 2 до 5 монет; якщо гравці не можуть сплатити, вони втрачають переможні очки.
Гра закінчується після чотирьох глав, і переможцем стає гравець із найбільшою кількістю переможних очок.